# María Paz Ruiz Gil
María Paz Ruiz Gil (Bogotá, 29 de mayo de 1978) es una escritora, periodista hispanocolombiana. Vive en Madrid y publica en Colombia, México y España.
Ha publicado novela, cuentos, crónicas y periodismo de investigación.

## Bio-bibliografía
María Paz Ruiz Gil es periodista de la Universidad de Navarra. Desde 2009 se dedica a la narrativa.
Está considerada por la crítica como un claro exponente de la literatura posfeminista.

Desde 2009 hasta 2014 dio vida al blog de microficción Diario de una cronopia, alojado en El País.
En 2011 recibe el X Premio Internacional de Relato Corto Encarna León por su cuento La hija del Caribe, publicado en febrero de 2012 por la Consejería de Educación de la ciudad autónoma de Melilla.
En 2012 lanza con Ediciones B en la Feria Internacional del Libro de Bogotá su primera novela, Soledad, una colombiana en Madrid, trabajo de ficción realista y urbano que le supone su entrada en el panorama editorial colombiano como novelista de éxito menor de treinta y cinco años. 
Tres de sus microrrelatos son incluidos en la antología Mar de pirañas, nuevas voces del microrrelato español, editada por Fernando Valls y publicada por la editorial Menoscuarto.
En 2014 publica en Colombia su antología Microscópicos, que incluye 65 minificciones de María Paz Ruiz Gil e ilustraciones del artista Felipe Barragán, presentándose en la Feria Internacional del Libro de Bogotá
En ese mismo año se lanza su cortometraje Madre Arena' , nominado a los premios Goya y Cannes de 2017.
En junio de 2014 Anilina Editorial publica Ojos de tinta en Madrid, libro de tuits de Ruiz Gil ilustrado por la artista argentina Genoveva Castellar.
En 2015 lanza Sexo sin comillas con la editorial Intermedio de Círculo de lectores en Colombia, un libro de investigación sobre sexualidad. 
En 2016 Lanza el libro #Femituits con Anilina Editorial en España.
En 2018 publica Los amores cojos, su antología de relatos con la editorial Baile del Sol.
En ese mismo año, la editorial Última Línea publica su libro Sexo sin comillas en España.
En 2021 lanza en la Feria del libro de Madrid su manual: "Ligar es fácil, si sabes cómo", con Alienta Editorial.
En este mismo año publica su segunda novela "Padres y otros fantasmas" con Editorial Alt autores.
Como artista sonora vincula la literatura con el sonido en una búsqueda de narración híbrida entre lo textual y lo sonoro. Sus piezas han sido emitidas en radios de México, Francia y Colombia. Fue seleccionada por su pieza Dreadful mom para participar en el Radiophonic Creation Day, celebrado en París en junio de 2011.

## Premios
- Primer Concurso Nacional de Ortografía de Colombia, organizado por la Casa editorial El Tiempo, (1996).
- X Premio Internacional de Relato Corto Encarna León de la Comunidad de Melilla por La hija del Caribe (2011).

## Obra

### Ficción
- Micronopia (2011) microrrelatos
- La hija del Caribe (2012) relato, Premio de narrativa Encarna León.
- Soledad, una colombiana en Madrid (2012) novela, Ediciones B.
- Pop Porn (2013) microrrelatos, Museo de Arte Erótico
- Microscópicos (2014) microrrelatos, antología personal, Meninas Cartoneras Editorial
- Ojos de tinta (2014) tuits ilustrados, Anilina Editorial
- #Femituits (2014 Anilina Editorial
- Los amores cojos, (2018)relatos Editorial Baile del Sol
- Pasiones y otros fantasmas (2021) Alt Editorial

### No ficción
- Sexo sin comillas (2015) y reeditado (2018) Última Línea Editorial
- Ligar es fácil, si sabes cómo (2021) Alienta Editorial

### Inclusiones en antologías de microrrelato
- Ellas cuentan menos. Antología del microrrelato escrito por mujeres, editado por L. B Bernal (2011)
- Mar de pirañas, nuevas voces del microrrelato español, editado por Fernando Valls (2012)

### Blog
- Bienestar en tiempos de drones
- Blog de la Doctora Corazón
- Diario de una cronopia. Blog de María Paz Ruiz Gil. Iniciado en septiembre de 2009.